# Hand on Your Heart
Hand on Your Heart este o melodie pop-dance a artistei australience Kylie Minogue, fiind compusă și produsă de Stock, Aitken & Waterman. A avut o recepție mixtă din partea criticilor, când a fost lansat ca prim single de pe al doilea album al lui Minogue, Enjoy Yourself.
Singleul a ajuns pe locul 4 în Australia, și a devenit al treilea #1 al cântăreței în Marea Britanie. 